# Harold Jones (Schlagzeuger)

Harold Jones

Harold J. Jones (* 27. Februar 1940 in Richmond (Indiana)) ist ein US-amerikanischer Jazz-Schlagzeuger.

## Leben und Wirken
Jones besuchte die Richmond High School und kam im Alter von vierzehn Jahren zum Schlagzeug. Er spielte ab 1956 in Indianapolis mit Musikern wie Wes Montgomery und Freddie Hubbard. Er erhielt ein Stipendium am American Conservatory in Chicago; daneben trat er mit verschiedenen Bands auf, etwa mit dem Bluessänger Roosevelt Sykes und mit Eddie Harris. Mit 21 Jahren ging er mit Paul Winter auf Tourneen durch Lateinamerikan und die USA. Bekannt wurde er durch seine Mitwirkung an Eddie Harris’ Exodus-Album (1961). Von 1967 bis 1972 gehörte er dem Count Basie Orchestra an und begleitete in der Basie-Band Ella Fitzgerald, Tony Bennett, Carmen McRae, Nancy Wilson und Sammy Davis, Jr. 1973 trat er mit Marlena Shaw beim Montreux Jazz Festival auf. Mehrfach war er mit Benny Carter unterwegs, etwa 1979 in Japan. In den 1980er Jahren ging er mit Sarah Vaughan auf Tournee und trat mit ihr im Weißen Haus auf. Er wirkte auch bei ihren Pablo-Alben Send In the Clowns (1981) und Crazy and Mixed Up (1982) mit.
In den 1990er Jahren begleitete er Natalie Cole bei ihrer Unforgettable Tour. 1994 spielte er mit Dick Hyman im Rahmen des San Francisco Festivals. Er tritt ferner auf Festivals in seiner Heimatstadt wie dem Indy Jazz Fest auf und unterrichtet Meisterklassen an Universitäten. Jones wirkte an insgesamt fünf Alben mit, die mit einem Grammy ausgezeichnet wurden, von Count Basie (Warm Breeze, 1982), Sarah Vaughan (Gershwin Live, 1982), B.B. King (Live at the Apollo, 1990), Natalie Cole (Unforgettable With Love, 1991 und Take a Look, 1993). Außerdem arbeitete er im Laufe seiner Karriere mit Gene Harris, Quincy Jones/Sammy Nestico, Jeanie Bryson, Marian McPartland (Plays the Benny Carter Songbook, 1990), Walter Norris, Diane Schuur und Clark Terry.